# Кара-чор
Кара-чор — почетное имя-титул, зафиксированное в тюркских рунических надписях (Второй Таласский памятник из урочища Айртам-ой), в манихейском колофоне из сочинения «Махрнамаг» и в китайском фрагменте «О чинах и званиях, бывших при начале тюгю-тюрков». Обладатель этого звания был предводителем, наставником и воспитателем молодых юношей, объединённых в манихейскую и военную консорцию, называвшуюся по-тюркски «отуз оглан» («дружина-тридцать»). Главная задача кара-чора была связана с обучением юношей военному ремеслу и канонам манихейской доктрины. Ю. А. Зуев предполагает, что юноши до инициации находились под опекой катунской фратрии, которая и делегировала кара-чоров.